# John Hiester
John Hiester (* 9. April 1745 in Goshenhoppen, Montgomery County, Province of Pennsylvania; † 15. Oktober 1821 ebenda) war ein US-amerikanischer Politiker. Zwischen 1807 und 1809 vertrat er den Bundesstaat Pennsylvania im US-Repräsentantenhaus.

## Werdegang
John Hiester gehörte der in Pennsylvania bedeutenden Hiester-Familie an. Er war der Vater von Daniel Hiester (1774–1834) und der ältere Bruder des gleichnamigen Daniel Hiester (1747–1804). Weitere Verwandte waren ebenfalls Kongressabgeordnete oder bekleideten andere Ämter auf Bundes- und Staatsebene. Er wuchs während der britischen Kolonialzeit auf und besuchte die öffentlichen Schulen seiner Heimat. Danach arbeitete er zusammen mit seinem Vater im Berks County im Holzgeschäft. In den 1770er Jahren schloss er sich der amerikanischen Revolution an und diente als Hauptmann der Staatsmiliz im Unabhängigkeitskrieg. Später brachte er es in der Miliz noch bis zum Generalmajor. Politisch wurde er Mitglied der Ende der 1790er Jahre von Thomas Jefferson gegründeten Demokratisch-Republikanischen Partei.
Bei den Kongresswahlen des Jahres 1806 wurde Hiester im dritten Wahlbezirk von Pennsylvania in das US-Repräsentantenhaus in Washington, D.C. gewählt, wo er am 4. März 1807 die Nachfolge von John Whitehill antrat. Bis zum 3. März 1809 konnte er eine Legislaturperiode im Kongress absolvieren. Danach übernahm sein Sohn Daniel seinen Sitz. Nach seiner Zeit im US-Repräsentantenhaus zog sich John Hiester aus der Politik zurück. Er starb am 15. Oktober 1821 in seinem Geburtsort Goshenhoppen.